# Basse-Kadéï
Basse-Kadéï est une  commune rurale de la préfecture de Mambéré-Kadéï, en République centrafricaine. Elle tient son nom de la rivière Kadéï. La principale localité de la commune est Sosso-Nakombo, chef-lieu de sous-préfecture.

## Géographie
La commune de Basse-Kadéï est située au sud-ouest de la préfecture de Mambéré-Kadéï. 
| Basse-Boumbé | Ouakanga    |               |
| Haute-Kadéï  | Basse-Kadéï | Basse-Batouri |
| Bilolo       | Nola        |               |

## Villages
Les principaux villages de la commune sont : Zabo, Ngandio, Sosso-Nakombo, Dorgo et Ngama-Gbasso.
En zone rurale, la commune compte 37 villages recensés en 2003 : Angoula, Batouri-Limite, Beina-Doimo, Benoe, Boukere (1,2), Dario, Dipa, Disso, Docka, Doigo, Douago, Gari, Gbangala, Haoussa, Mbolikombo (1,2), Molongo, Naguesso, Nakombo 1, Nakombo 2, Nakombo 3, Nakombo 4, Ngama-Gbasso, Ngandio, Ngaripondo, Ngonzou, Nzanga, Nzembe, Ouloukombe, Sadila, Sewi, Sosso, Tikoungou, Timanga, Wambilo, Yandiba, Zabo (Zabo Nangoli), Zako.

## Éducation
La commune compte 3 écoles publiques : Sous-préfectorale à Sosso-Nakombo, à Boufolo, à Beina-Doyemon et une école privée : école catholique Piedro-Pedroli à Sosso-Nakombo.